# Jan Kulas
Jan Edward Kulas (ur. 21 lipca 1957 w Kościerzynie) – polski polityk, samorządowiec, działacz związkowy, poseł na Sejm I, III, VI i VII kadencji.

## Życiorys
W 1980 ukończył studia historyczne na Wydziale Humanistycznym Uniwersytetu Gdańskiego. W tym samym roku wstąpił do NSZZ „Solidarność”, był etatowym pracownikiem tego związku.
Sprawował mandat posła na Sejm z okręgów gdańskich – w I kadencji z okręgu nr 22 z listy NSZZ „S” i w III kadencji z okręgu nr 11 z listy AWS. W 1993 i 2001 bezskutecznie ubiegał się o reelekcję (odpowiednio z listy związkowej i z ramienia AWSP). Od 1990 zajmował się też działalnością w samorządzie terytorialnym, współtworzył sejmik samorządowy województwa gdańskiego, od 1998 do 2007 sprawował mandat radnego sejmiku pomorskiego.
Należał do Ruchu Społecznego, a następnie przystąpił do Platformy Obywatelskiej, z ramienia której w wyborach parlamentarnych w 2007 po raz trzeci uzyskał mandat poselski. Kandydując w okręgu gdańskim, otrzymał 9607 głosów. W wyborach w 2011 bezskutecznie ubiegał się o reelekcję. W listopadzie 2012 został asystentem eurodeputowanego Jana Kozłowskiego. W wyborach do Parlamentu Europejskiego w 2014 Jan Kulas bez powodzenia ubiegał się o mandat, startując w okręgu pomorskim. W tym samym roku został wybrany do rady powiatu tczewskiego. 4 lutego 2015 objął jednak mandat poselski w miejsce Sławomira Nowaka. W wyborach w tym samym roku nie został ponownie wybrany do Sejmu. W 2018 powrócił w skład rady powiatu tczewskiego. W wyborach parlamentarnych w 2019 ponownie bezskutecznie ubiegał się o mandat poselski. Później został zawieszony w prawach członka PO, a w 2021 wykluczony z partii. W wyborach w 2024 bez powodzenia kandydował na radnego Tczewa z listy własnego komitetu wyborczego.
W 2007 przygotował i wydał książkę pt. Grzegorz Ciechowski 1957–2001, poświęconą pochodzącemu z Tczewa muzykowi, kompozytorowi i poecie, liderowi zespołu Republika oraz projektów Obywatel G.C. i Grzegorz z Ciechowa.